# Трансграничен парк Лимпопо
Трансграничен парк Лимпопо е природен парк на територията на африканските държави Зимбабве, Мозамбик и Република Южна Африка (ЮАР). Площта на парка е 37 572 км² с перспектива да стане 100,000 км². Представлява Парк на мира или на английски: Transboundary Peace Park.

## История
Идеята за създаване на трансграничен резерват възниква през 1990 г. На 10 ноември 2000 г. е подписан меморандум за създаването на парка. На 9 декември 2002 г. държавните глави на държавите, на които се намира парка подписват съглашение за създаването му. Първите животни пресичат държавните граници на 4 октомври 2001 г. От този момент са свалени около 50 км заграждения за безпрепятственото преминаване на животните в парка. От октомври 2013 г. между Мозамбик и ЮАР действа специален пограничен пункт за туристите в парка.

## Състав на парка
Трансграничният парк Лимпопо включва частни и държавни територии на ЮАР, Мозамбик и Зимбабве, както и създадени в миналото природни паркове и резервати:
- Крюгер (национален парк)
- Национален парк Гонарежу (англ. Gonarezhou National Park)
- Национален парк Лимпопо (Мозамбик)
- Национален парк Банине (Мозамбик)
- Национален парк Зинаве (Мозамбик)
- Резерват за слонове Мапуто (Мозабик)

## Фауна
В парка живеят голям брой бозайници като африкански саванен слон, южен бял носорог, ивичесто гну, южноафрикански жираф, лъвове, южноафрикански гепард, мангустови и петниста хиена

## Галерия
- Африкански саванен слон пресичащ път в национален парк Крюгер
- Южно африкански жираф в национален парк Крюгер
- Две лъвици почиват след неуспешен лов в национален парк Крюгер